# Coracias
A Coracias a madarak osztályának szalakótaalakúak (Coraciiformes) rendjébe és a szalakótafélék (Coraciidae) családjába tartozó nem.

## Rendszerezésük
A nemet Carl von Linné svéd természettudós írta le 1756-ban,  az alábbi 9 faj tartozik ide:
- európai szalakóta (Coracias garrulus)
- fecskefarkú szalakóta (Coracias abyssinicus)
- villásfarkú szalakóta (Coracias caudata)
- zászlósfarkú szalakóta (Coracias spatulata)
- zöldhátú szalakóta (Coracias naevius)
- bengál szalakóta (Coracias benghalensis)
- indokínai szalakóta (Coracias affinis[3] vagy Coracias benghalensis affinis)[2]
- kucsmás szalakóta (Coracias temminckii)
- kékhasú szalakóta (Coracias cyanogaster)

## Előfordulásuk
Európa, Ázsia és Afrika területén honosak. Természetes élőhelyeik a mérsékelt övi erdők, szubtrópusi és trópusi esőerdők, erdők, gyepek, szavannák és cserjések, valamint emberi környezet.

## Megjelenésük
Testhosszuk 30-40 centiméter körüli.